# 阿德拉·布伦斯
阿德拉·布伦斯（捷克語：Adéla Bruns，1987年2月5日—），旧姓西科罗娃（Sýkorová），捷克女子射击运动员。她曾代表捷克参加2008年、2012年和2016年夏季奥林匹克运动会射击比赛，其中2012年奥运会获得一枚铜牌。